# MNK Mali Japan Ražine
Malonogometni klub Mali Japan Ražine (MNK "Mali Japan Ražine"; "Mali Japan Ražine") je futsal (malonogometni) klub iz Ražina, gradske četvrti Šibenika, Šibensko-kninska županija, Republika Hrvatska. 
 
U sezoni 2020./21. klub se atječe u "1. ŽMNL Šibenik".  

## O klubu
Klub je osnovala skupina malonogometnih entuzijasta, koja se nakon dugog niza godina nastupanja po lokalnim malonogometnim turnirima,
 
odlučila osnovati malonogometni klub, kojim će započeti nastup na službenom futsal prvenstvu pod ingerencijom HNS-a. 
Ekipa se 2019. godine natjecala za turniru "Kutija šibica".
Klub je službeno osnovan 1. siječnja 2020. godine, i potom registriran, te se natječe se u 1. županijskoj malonogometnoj ligi Šibensko-kninske županije. 

Klub je suorganizator ljetnog turnira "Ražine kup".

## Trenutni sastav
| Broj | Igrač                       | Broj | Igrač                |
| ---- | --------------------------- | ---- | -------------------- |
| 1    | Josip Belakušić             | 17   | Drago Gašperov       |
| 3    | Marko Cindrić               | 18   | Roko Kozić           |
| 4    | Mark Mate Kale              | 19   | Denis Burazer        |
| 6    | Luka Burazer                | 22   | Antonio Mutić        |
| 7    | Josip Kunčić                | 24   | Ivan Mijatović       |
| 8    | Karlo Paškalin              | 27   | Krunoslav Malenica   |
| 9    | Ivan Ergić                  | 30   | Tomislav Šuperba     |
| 11   | Ive Jakovljević             | 32   | Daniel Bačelić-Medić |
| 12   | Zoran Rogić                 | 33   | Jakov Paškalin       |
| 13   | Mate Barišić                | 44   | Stipe Ceronja        |
| 14   | Tomislav Kundid ( Kapetan ) | 77   | Ivan Krečak          |

##### Trener ekipe
- Ivan Crljen

## Vanjske poveznice
- MNK Mali Japan Ražine, facebook stranica
- sibenskiportal.hr, MNK Mali Japan
- 1.Županijska Malonogometna liga Šibenik, facebook stranica